# 670 (szám)
A 670 (római számmal: DCLXX) egy természetes szám, szfenikus szám, a 2, az 5 és a 67 szorzata.

## A szám a matematikában
A tízes számrendszerbeli 670-es a kettes számrendszerben 1010011110, a nyolcas számrendszerben 1236, a tizenhatos számrendszerben 29E alakban írható fel.
A 670 páros szám, összetett szám, azon belül szfenikus szám. Oktaéderszám. Kanonikus alakban a 21 · 51 · 671 szorzattal, normálalakban a 6,7 · 102 szorzattal írható fel. Nyolc osztója van a természetes számok halmazán, ezek növekvő sorrendben: 1, 2, 5, 10, 67, 134, 335 és 670.
Érinthetetlen szám: nem áll elő pozitív egész számok valódiosztóösszeg-függvényeként.
A 670 négyzete 448 900, köbe 300 763 000, négyzetgyöke 25,88436, köbgyöke 8,75034, reciproka 0,0014925. A 670 egység sugarú kör kerülete 4209,73416 egység, területe 1 410 260,942 területegység; a 670 egység sugarú gömb térfogata 1 259 833 108,4 térfogategység.